# Sphaeronemoura songshana
Sphaeronemoura songshana är en bäcksländeart som beskrevs av Li, W. och Ding Yang 2009. Sphaeronemoura songshana ingår i släktet Sphaeronemoura och familjen kryssbäcksländor. Inga underarter finns listade i Catalogue of Life.